# Sungská ekonomika

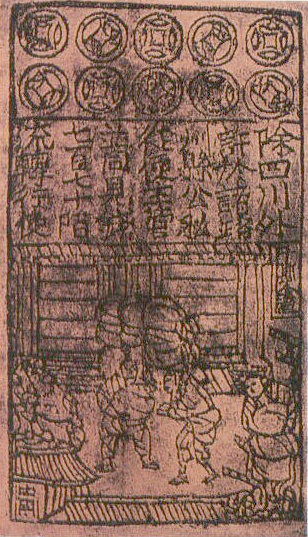
Ťiao-c', první papírová měna světa

Ekonomika čínské říše Sung existující v letech 960–1279 byla charakterizována expanzí obchodu, finanční prosperitou, růstem mezinárodního obchodu a výrazným nárůstem produktivity v zemědělství. V čínské říši Sung rostly soukromé finanční majetky a stimulovaly rozvoj celostátní tržní sítě, která spojovala pobřežní regiony s vnitrozemím. Sungská ekonomika a zejména rozmach zemědělství v 10. a 11. století umožnil razantní nárůst počtu obyvatel Číny, který se zdvojnásobil na více než 100 milionů lidí.
V sungském období pozoruhodně vzrostly obchodní kontakty s vnějším světem, kupci zapojení do mezinárodního obchodu se plavili až do východní Afriky. Obyvatelé sungského státu byli také svědky vzniku prvních papírových peněz na světě – tištěných vládou, proto státovek. Nazývaly se ťiao-c’, později chuej-c’. V kombinaci s jednotným daňovým systémem a bezpečnými obchodními trasami pozemními i říčními, to přineslo rozvoj skutečně celostátního trhu v Číně. Ačkoli velký díl státních příjmů spotřebovala armáda, daně vybrané od bohaté obchodnické třídy dostačovaly k naplnění vládních pokladnic. Produkci vybraného zboží si sungská vláda vyhradila pro sebe ve snaze o zvýšení příjmů a zabezpečení zdrojů životně důležitých pro bezpečnost říše, příkladem byly komponenty používané pro výrobu střelného prachu.

## Zemědělství

### Růst plochy a výnosů
Během sungské éry masivně vrostla plocha obdělávané půdy. Vláda povzbuzovala obyvatelstvo k obsazování a obdělávání pustých oblastí státu. Každý, kdo zúrodnil novou půdu a platil daně, měl garantovánu její trvalou držbu. Výsledkem této politiky byl nárůst rozlohy polí na 720 miliónů mu, rozlohu nepřekonanou ani v mingském a čchingském období.
Podporováno a rozšiřováno bylo i zavlažování orné půdy. Prominentní státník a ekonom Wang An-š’ vydal roku 1069 zákon o zavlažování, který povzbudil rozšíření zavlažovacích systémů v Číně. Do roku 1076 bylo dokončeno kolem 10 800 zavlažovacích projektů, které přinesly vodu více než 36 miliónu mu veřejné a soukromé půdy. Hlavní zavlažovací projekty zahrnovaly prohloubení Žluté řeky v severní Číně a zúrodnění bažinatých pozemků u jezera Tchaj. V důsledku této politiky se výnos sklizně v Číně ztrojnásobil. Zemědělské výnosy byly v sungské době zhruba 2 tany obilí na mu, významně více ve srovnání s 1 tanem v říši Raná Chan a 1,5 tanu v závěru existence říše Tchang.
Hospodářský rozvoj Číny za dynastie Sung byl umožněn i zlepšením hospodářských nástrojů, osiva a hnojiv. Sungská vláda zdědila zakřivený železný pluh vynalezený za dynastie Tchang (618-907), jak podrobně popsal Lu Kuej-meng ve svém díle Lej-s’ ťing (耒耜經, Kniha o pluhu). Sungští zemědělci zlepšili zakřivený železný pluh používaný v tchangském období a vynalezli ocelový pluh určený speciálně pro rekultivaci pustin. Tento pluh nebyl ze železa, ale ze silnější oceli, čepel byla kratší, ale silnější, byl zvláště účinný při orbě skrz rákosí a kořeny v mokřadech podél řeky Chuaj. V sungské době byl také vynalezen nástroj určený k usnadnění sázení nazvaný „sázecí kůň“, vyráběn byl z dřeva jujuby a paulovnie. Sungští rolníci používali bambusová vodní kola která využívala energie toku řek k čerpání vody do zavlažovacích kanálů. Vodní kola měla průměr asi 30 čch’ (zhruba 9 metrů), s deseti bambusovými nálevkami připevněných na obvodu. Někteří zemědělci dokonce používali tři kola v sérii k čerpání vody do výšky přes 30 čch’.
Pěstování vysoce výnosných odrůd rýže z Čampy, korejské žluté neloupané rýže, indického zeleného hrachu a vodních melounů ze Středního východu zavedené v Číně v sungské éře, významně zvýšilo množství zemědělských produktů. Sungští zemědělci zdůrazňovali důležitost lidských výkalů jako hnojiva. Chápali, že používáním hnojiv mohou transformovat neplodnou pustinu na úrodnou půdu. Čchen Pchu roku 1149 napsal ve své Knize o zemědělství (Nung-šu): „běžné tvrzení, že zemědělská půda se vyčerpá po třech výsevech v pěti letech, není správné; pokud často doplňujete novou půdu a přidáváte lidské výkaly, země se stává úrodnější“.

### Technické plodiny
Bavlna byla rozšířena z ostrova Chaj-nan do centrální Číny. Bavlněná látka byla zvaná ťi-pej. Na Chaj-nanu ji tamní výrobci produkovali v mnoha variantách, často obarvenou zářivými barvami. Rozsáhle pěstováno bylo také konopí, též využívané k výrobě látek. V okolí hory Tung-tching u Su-čou vzkvétaly sady morušovníků. Pěstitelé morušovníků žili z chovu hedvábníků a prodeje z nich získaného hedvábí.
Cukrová třtina se poprvé objevila v Číně v období válčících států. V říši Sung byla pěstováním cukrové třtiny známá především oblast kolem jezera Tchaj. Sungský spisovatel Wang Čuo velmi podrobně popsal metody pěstování cukrové třtiny a způsob výroby třtinového cukru z ní v monografii Kniha o cukru z roku 1154, první dochované čínské knize o technologii výroby cukru.
Rozloha čajových plantáží byla v sungské říši třikrát větší, než v tchangské. Podle průzkumu z roku 1162 se čajové plantáže nalézaly v 244 okresech 66 krajů a prefektur. Ve Fu-ťienu se rozkládaly císařské čajové plantáže Pej-jüan („Severní park“). Pro císařský dvůr zde rolníci pěstovali více než čtyřicet odrůd čaje. Sbírali jen nejlepší vybrané čajové listy a zpracovávali je do cihel sušeného čaje s vyraženým vzorem draka, čaj byl proto znám jako „dračí čaj“.
S růstem měst rostl i význam a hodnota zeleninových zahrad na předměstích. Zahrady byly vysoce produktivní, v jižní Číně připadal v průměru jeden mu rýžového pole na jednoho muže, zatímco na severu asi trojnásobek, zatímco jeden mu zeleniny živil tři muže.
Vzkvétalo i pěstování květin. Mezi bohatými a mocnými byla oblíbená zejména pivoňka, pěstováno jí bylo až devadesát druhů. Rozšířené byly i jasmín a jabloně původem z Persie.

## Organizace, investice, a obchod

### Obchod, trhy a doprava

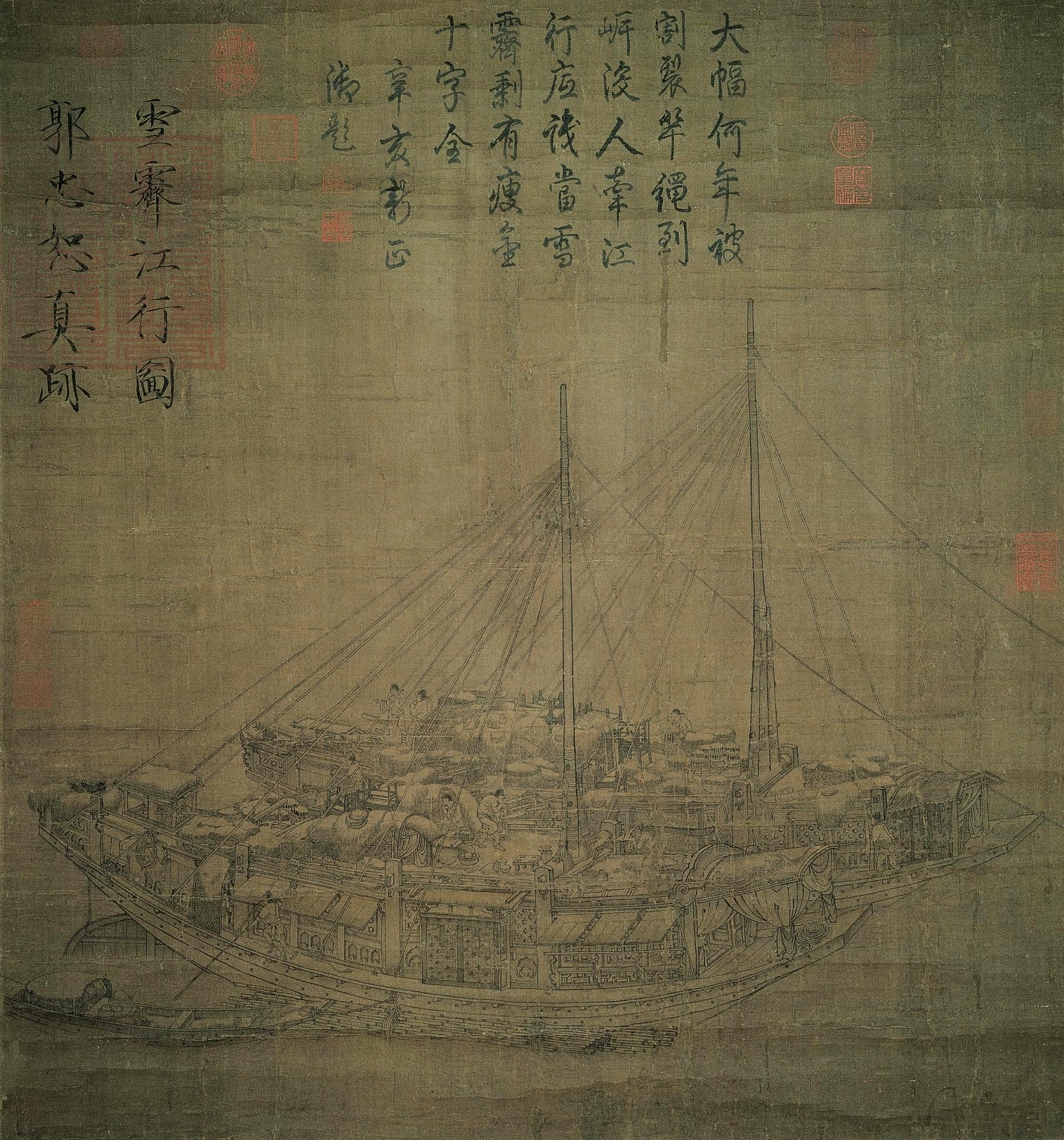
Cestování na řece pod čistou oblohou, Kuo Čung-šu († 977). Sungská malba dvou obchodních lodí

V sungské říši se třída obchodníků stala početnější, respektovanější a organizovanější než v dřívějších dobách Číny. Jejich nahromaděné bohatství často soupeřilo s majetkem džentry, spravující stát. K jejich organizačním schopnostem moderní historici Ebreyová, Walthallová a Palais konstatovali, že:
| „                                | … [sungští obchodníci] zřídili partnerství a společnosti, s oddělením vlastníků (podílníků) a manažerů. Ve velkých městech byli obchodníci organizováni do cechů podle typu prodávaných výrobků; cechy pravidelně stanovovaly ceny a pro majitele obchodů organizovaly nákup od velkoobchodníků. Při výběru daní, ať už v penězích, nebo ve zboží, úředníci jednali s hlavami cechů. | “ |
| — Ebreyová, Walthallová a Palais | |   |

Ačkoli v sungském období dominovaly městským trhům v Číně velké vládou řízené provozy a velké soukromé podniky, v rozsáhlých předměstích a na venkově existovalo nepřeberné množství malých soukromých podniků a podnikatelů, kterým se v obdobích hospodářském rozmachu sungského období dařilo. V sungské Číně dokonce fungoval velký černý trh, který se významně rozšířil, jakmile si Džürčeni podmanili severní Čínu. Například kolem roku 1160 bylo na černém trhu prodáváno zhruba 70-80 tisíc kusů dobytka ročně. Existovaly zástupy úspěšných malých pecí a obchodů s keramikou ve vlastnictví místních rodin, které leckdy vlastnili i olejové lisy, obchody s vínem, malé místní papírny, apod. Zůstal i prostor pro hospodářský úspěch „hostinců, věštkyň, prodejců léků, obchodníků s látkami“ a mnoha dalších.

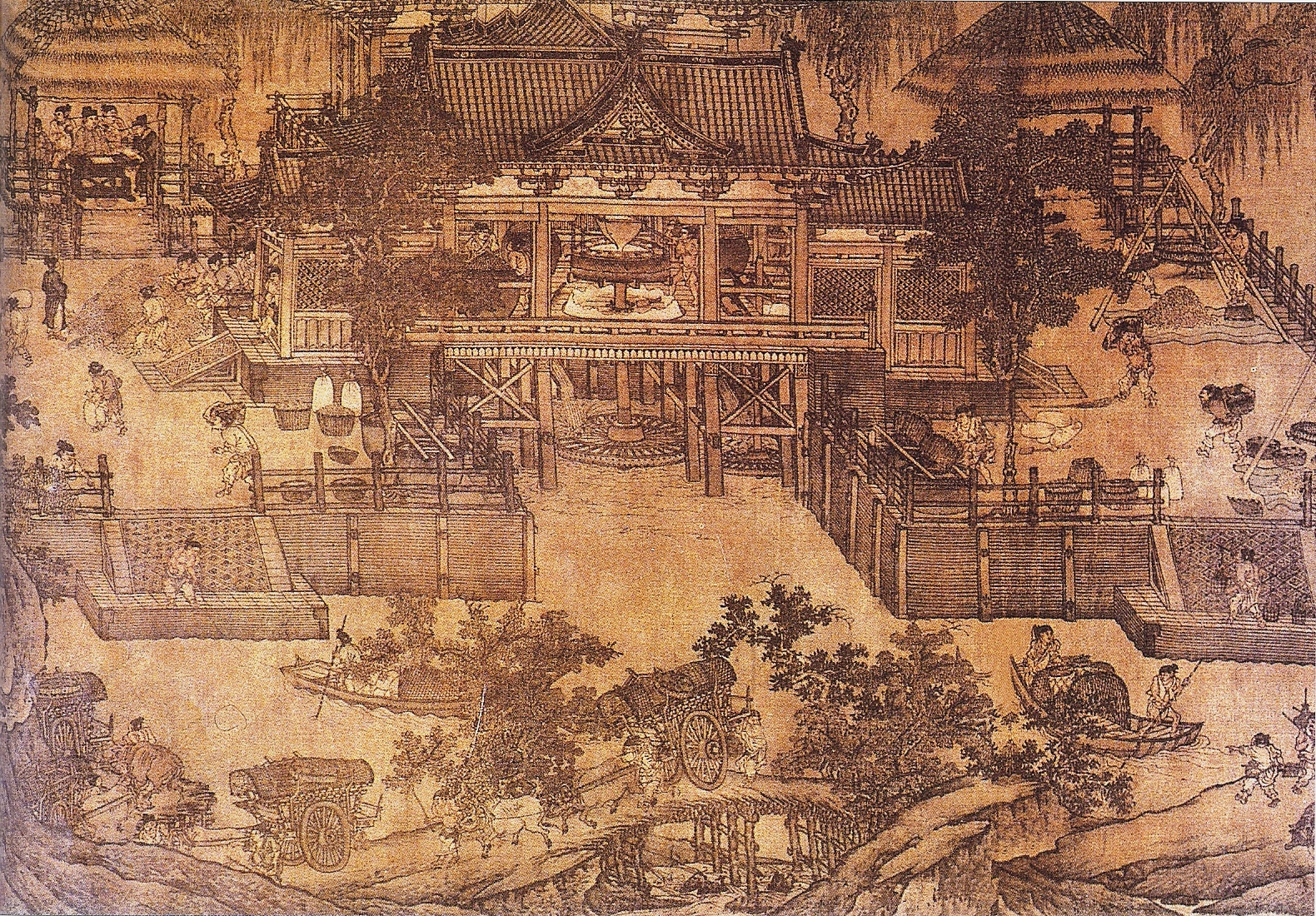
Malba vodního mlýna, včetně vozů a lodí přivážejících a odvážejících obilí.

Venkovští hospodáři, kteří prodávali velké zemědělské přebytky na trhu si nejenom mohli dovolit koupit další dřevěné uhlí, čaj, olej a víno, ale také hromadit dostatek prostředků na zřízení sekundární výroby, z níž získávali ještě více bohatství. Kromě nezbytných potravin, statkáři často produkovali víno, dřevěné uhlí, papír, textil a další zboží, které prodávali prostřednictvím makléřů. Zemědělci v Su-čou se často specializovali na chov bource morušového a výrobu hedvábných látek, zatímco ve Fu-ťienu, S’-čchuanu a Kuang-tungu rozsáhle pěstovali cukrovou třtinu. Prosperitu venkovských oblastí podporovalo využití projektů veřejných prací a zlepšování zemědělských postupů. Zavlažovací systémy byly vybaveny masově vyráběnými standardizovanými vodními koly a čerpadly, schopnými zvednout vodu z nižších úrovní na vyšší a používanými k zavlažování výše položených ploch.
Příslušníci elit a boháči se oblékali do hedvábí, zatímco konopí a ramie byly materiály šatů chudých; koncem sungské éry se začala používat i bavlna. Přepravu všech těchto materiálů a zboží v 10. století ulehčilo zdokonalení plavebních komor; sungský vědec a státník Šen Kua (1031-1095) napsal, že vybudování zdymadla na Čen-čou (pravděpodobně Kchuo-čou na Jang-c’-ťiang) během dvacátých a třicátých let 11. století vzalo práci pěti stům dělníků a obchodníci uspořili až 1 250 000 šňůr měďáků ročně. Uvedl, že stará metoda vytahování lodí s velikostí nákladu omezenou na 300 tanů (cca 17 tun) rýže na plavidlo, ale po vybudování zdymadla mohly být užívány lodě přepravující 400 tanů (zhruba 22 tun). Šen napsal, že v jeho době (kolem roku 1080) vládní lodě mohly nést náklad o hmotnosti až 700 tanů (39 tun), zatímco soukromé lodě mohly uvést až 800 pytlů, z nichž každý vážil 2 tany (tj. celkem 88 tun).

### Zahraniční obchod

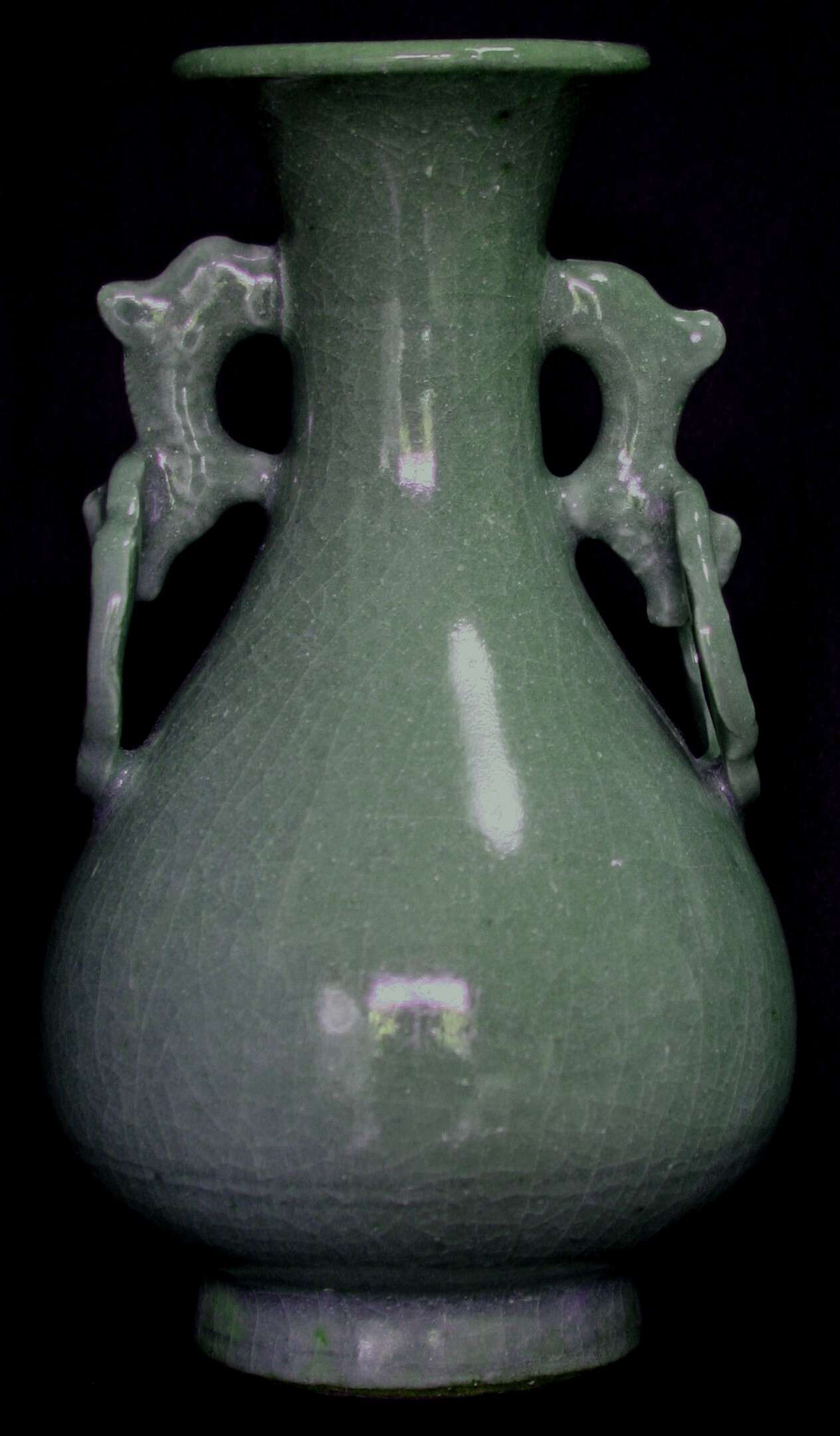
Lung-čchüanská váza z 13. století

Vysoká čínská poptávka po zahraničním luxusním zboží a koření z východní Indie podnítila růst čínského námořního obchodu. S říší Sung udržovalo námořní kontakty asi padesát zemí. Námořní zahraniční obchod dosahující do jihovýchodního Asie, hinduistického světa, islámských zemí a východoafrického pobřeží přinesl obchodníkům velká jmění. Perly, slonová kost, rohy nosorožců, kadidlo, agarové dřevo, korály, achát, želví krunýře, gardénie a růže byly dováženy od Arabů a ze Samboje, rostlinné léky z Jávy, zázvor z Malajského poloostrova, bavlněné tkaniny a příze z Mait, a ženšen, stříbro, měď a rtuť z Koreje. Ačkoli ohromný objem domácího obchodu podél Velkého kanálu, řeky Jang-c’-ťiang, jejích přítoků a jezer, a dalších kanálů a řek překonal výnosy z mezinárodního obchodu, existovalo v říši Sung mnoho velkých námořních přístavů, které přispívaly k růstu ekonomiky, zejména Čchüan-čou, Fu-čou, Kuang-čou, a Sia-men. Tyto přístavy, nyní pevně propojené s vnitrozemím prostřednictvím rozšířené sítě říční dopravy, fungovaly jako řetěz velkých obchodních center pro prodej tržních plodin produkovaných ve vnitrozemí.
Sungská vláda zahraniční obchod aktivně podporovala, proto, a také ve snaze o maximalizaci zisků státu z kontroly toků zboží, roku 971 vláda zřídila dozorčí úřad nad námořním obchodem v Kuang-čou, roku 999 další v Chang-čou, třetí vznikl v Ming-čou (dnešní Ning-po), následovaly úřady v Čchüan-čou roku 1079, roku 1113 v Chua-tchingu (nyní část Šanghaje) a roku 1145 v Ťiang-jinu. Úřady byly původně podřízeny dopravnímu úřadu nebo správcům prefektur, později byly osamostatněny. Jejich úkoly zahrnovaly:
- Zdanění dováženého zboží. Sazby daně se s léty měnily, z 10 % na maximálních 40 %, ale za vlády císaře Šen-cunga (1048-1085) bylo zdanění dováženého zboží sníženo na 6,67 %. Daň byla odváděna ve zboží, nikoliv v penězích.

- Nákup a prodej dováženého zboží. Od roku 976 bylo všechno zboží dovážené ze zahraničí povinně prodáno státu, prodej soukromníkům byl zakázán. Trestem za porušení zákazu byly pokuty, v těžkých případech i tetování na obličeji a nucené práce. Později vláda zákazy zmírnila a námořní obchodní dozorčí úřady vykupovaly pouze nejlepší a nejkvalitnější část zboží, například 60 % perel a 40 % rohů nosorožců; ostatek mohli obchodníci volně prodávat na trhu. Nákupní ceny stanovovala vláda podle svého názoru na spravedlivou cenu, obchodníky vyplácela penězi. Za jižních Sungů námořní úřady trpěly nedostatkem finančních prostředků a z toho plynoucí zdržení plateb způsobovalo obchodníkům obrovské ztráty; lodí také připlouvalo méně.

- Vydávaní povolení k obchodování v zahraničí.

Vedle hornictví i loďařský průmysl Fu-ťienu zvýšil v sungské éře svoji výrobu exponenciálně; současně dramaticky vzrostl počet obyvatel regionu. Metropoli jižních Sungů v Chang-čou spojovala jižní část Velkého kanálu přímo s přístavem v Ming-čou (dnešní Ning-po), přes který bylo dováženo množství zahraničního zboží a dodáváno do zbytku země. I přes vybudování požárních stanic a velké protipožární oddíly, požáry nadále ohrožovaly město Chang-čou a různé podniky v něm. K zabezpečení uloženého zboží, jak vlastního, tak svěřeného k uskladnění obchodníky, si bohaté rodiny z Chang-čou, palácoví eunuchové a císařovny postavili velké sklady u severovýchodních hradeb; tyto sklady byly obklopeny vodními kanály ze všech stran a ostře střežené najatými ozbrojenci.
Stavitelé lodí zaměstnávali mnoho zručných řemeslníků, zatímco námořníci nacházeli mnoho příležitostí k zaměstnání, když stále více rodin disponovalo dostatkem kapitálu na nákup lodí a investici do obchodování se zahraničím. Čínskou ekonomiku ovlivňovali jak domácí obchodníci, tak i cizinci přijíždějící za obchodem. Například, mnoho muslimů v sungské Číně nejen obchodovalo, ale ovládali dovozní a vývozní průmysl a v některých případech se stali úředníky dozírajícími na své bývalé kolegy. Pro čínské obchodníky bylo nicméně riziko spojené s dlouhými zámořskými cestami do tak vzdálených zemi jako byl Egypt nemalé, aby se pojistili před ztrátou kapitálu:
| „                                | [V sungské éře] investoři obvykle dělili své investice mezi mnoho lodí a na financování plavby každé lodě se podílelo mnoho investorů. Jeden pozorovatel usoudil, že dychtivost po investicích do zámořského obchodu vedla k odlivu měděných mincí z říše. Psal, že „lidé podél pobřeží jsou v těsných vztazích s obchodníky, zabývajícími se zámořským obchodem, ať už proto, že jsou jejich krajané, nebo díky osobním známostem… [Dávají obchodníkům] peníze, aby je vzali s sebou na svých plavidlech a nakoupili za ně zahraniční zboží. Investují od deseti do sto šňůr hotovosti, a pravidelně mají zisk několik set procent“ | “ |
| — Ebreyová, Walthallová a Palais | |   |

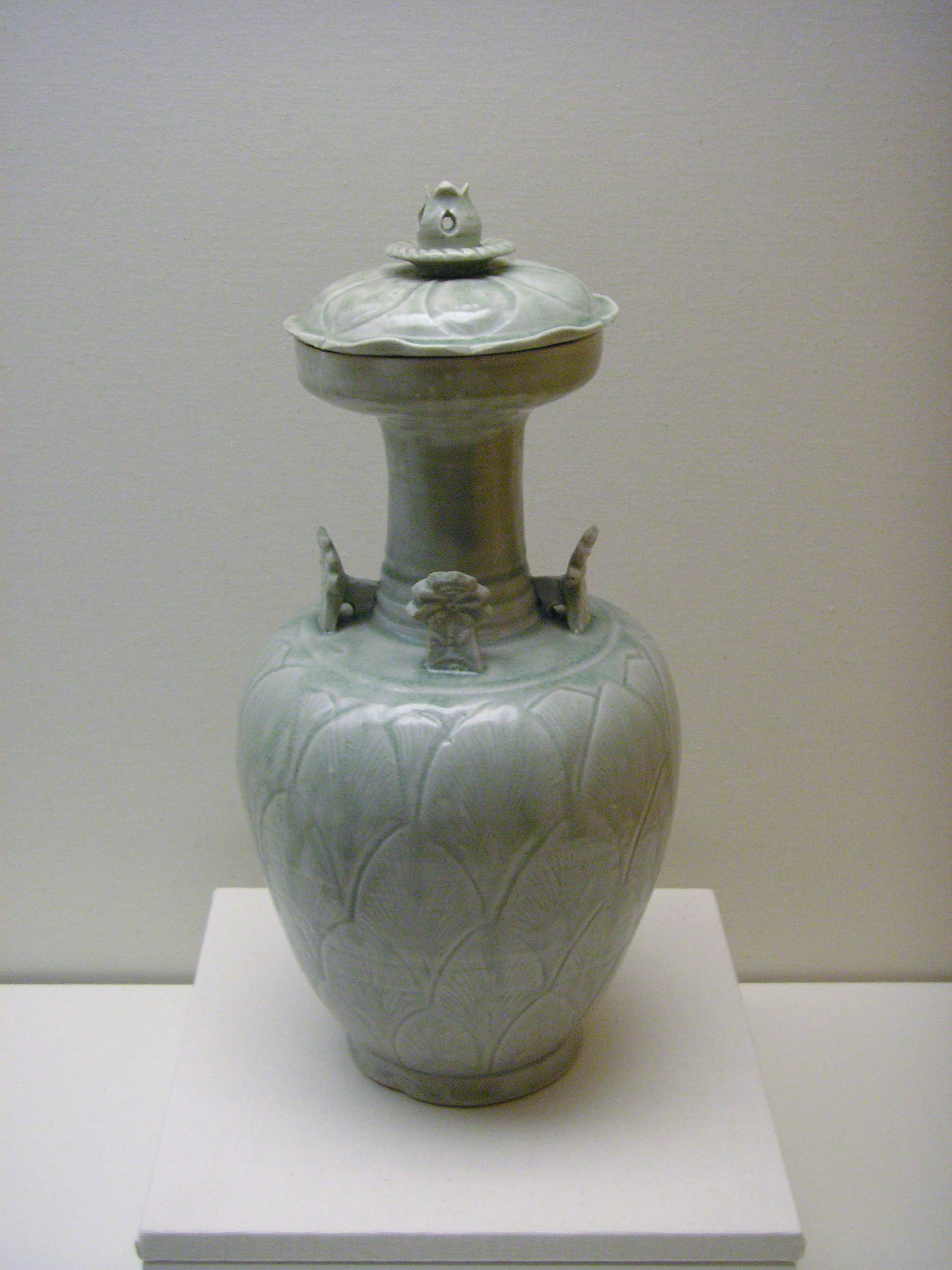
Lung-čchüanská váza z 10. nebo 11. století

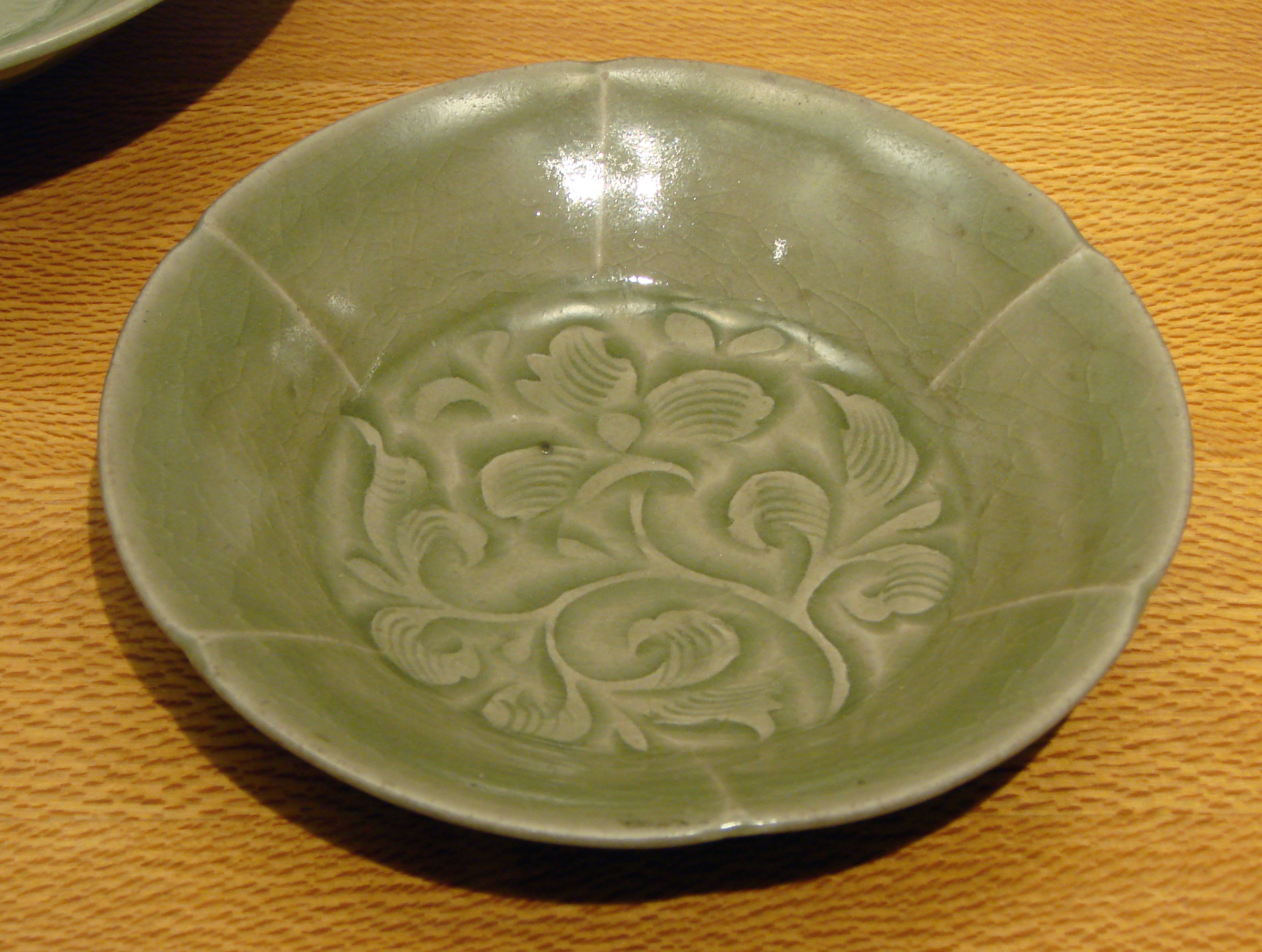
Celadonový talíř z Jao-čou v Šen-si, 10. nebo 11. století

Ču Jü napsal roku 1119 knihu Pching-čou kche-tchan (萍洲可谈; Povídání z Pching-čou) o organizaci, námořních postupech, a vládních normách pro oceánská plavidla, jejich posádky a obchodníky se na nich plavící. V knize uvádí:
| „         | Podle vládních předpisů o námořních lodích, mohou ty větší nést několik set mužů, a ty menší mohou mít více než sto mužů na palubě. Jeden z nejdůležitějších obchodníků je vybrán za vedoucího, druhý je jeho zástupce, a třetí je obchodní manažer. Ředitel námořního úřadu jim neoficiálně dává rudý certifikát umožňující jim využívat bambusové pruty pro trestání posádky v případě potřeby. Pokud někdo zemře na moři, jeho majetek propadne vládě… Kormidelníci jsou seznámeni s konfigurací pobřeží; v noci se řídí podle hvězd, v denní době podle slunce. Za špatného počasí používají na jih směřující jehlu (tj. magnetický kompas). Také používají lano sto stop dlouhé s hákem na konci, pomocí kterého odebírají vzorky bahna z mořského dna; jeho (vzhled a) vůně mohou určit místo, kde se nalézají | “ |
| — Needham | |   |

Zahraniční cestovatelé do Číny často připomínali hospodářskou sílu země. Pozdější marocký cestovatel ibn Batútta (1304-1377) mnoho psal o svých zážitcích z putování po euroasijském kontinentu, včetně Číny na jeho vzdáleném východě. Poté, co popsal bohaté čínské lodě s palácovým kajutami a salóny i život čínských posádek a kapitánů, napsal:
| „         | Mezi obyvateli Číny jsou vlastníci mnoha lodí, na kterých se posílají své zástupce do zahraničí. Nikdo na světě nemůže najít lidi bohatší než jsou Číňané. | “ |
| — Needham | |   |

### Investice a platy
Bohatí statkáři byli stále ještě typicky ti, kdo byli schopni dát svým synům to nejlepší vzdělání. Proto malé skupiny prominentních rodin v tom kterém místním okresu mohly na sebe upozornit, když jejich synové cestovali do vzdálené metropole za vzděláním a posty ve vládě. Nicméně dělení dědictví mezi syny zesnulého způsobovalo relativně rychlý pokles jejich majetku. Uvažujíce, jak by zvýšil rodinné bohatství, Jüan Cchaj (1140-1190) koncem 12. století napsal, že ti, kteří získají úřad se slušným platem, by si neměli přebytek uložit ve zlatě a stříbru, ale investovat:
| „                               | Například, kdo má 100 000 šňůr měďáků (šňůra měla tisíc mincí) ve zlatě a stříbru a použije tyto peníze na nákup produktivního majetku, ročně získá 10 000 šňůr, po deseti letech získá zpět původních 100 000 šňůr. Pokud by byly investovány do půjčování peněz oproti zástavě, zisk bude roven kapitálu už po třech letech. Opět bude mít 100 000 šňůr, a další výnos může rozdělit mezi členy rodiny. Navíc může svůj kapitál opět zdvojnásobit v dalších třech letech, a tak dále. | “ |
| — Ebreyová, Walthallová, Palais | |   |

Šen Kua (1031-1095), ředitel finančního vládního výboru, byl stejného názoru; svůj názor na význam oběhu peněz uvedl v roce 1077 takto:
| „ | Užitečnost peněz pochází z jejich oběhu a možnosti úvěru. Obec deseti domácností může mít 100 000 mincí. Pokud jsou peníze uloženy v jedné domácnosti, a to i celé století, částka zůstává stejná. Pokud mince cirkulují prostřednictvím obchodních transakcí, tak každý jedinec z deseti domácností se může těšit z užitku 100 000 mincí, a celkový užitek bude činit 1 000 000 hotovosti. Pokud oběh bude pokračovat bez přerušení, bude užitek z peněz nevyčíslitelný. | “ |

Značný zájem historiků vyvolává zkoumání životní úrovně obyvatel říše Sung. V nedávné studii ekonomický historik Čcheng Min-šeng odhadl průměrné příjmy pracovníků nižší třídy v říši Sung na 100 wenů (měďáků) za den, což byl pětinásobek odhadovaného životního minima (20 wenů na den) a pro předprůmyslovou ekonomiku velmi vysoká úroveň. Spotřebu obilí a hedvábí na hlavu Čcheng odhadl na kolem 8 ťinů (ťin měl asi 400 g) denně, resp. 2 štůčky ročně.

## Řemesla

### Výroba železa a oceli

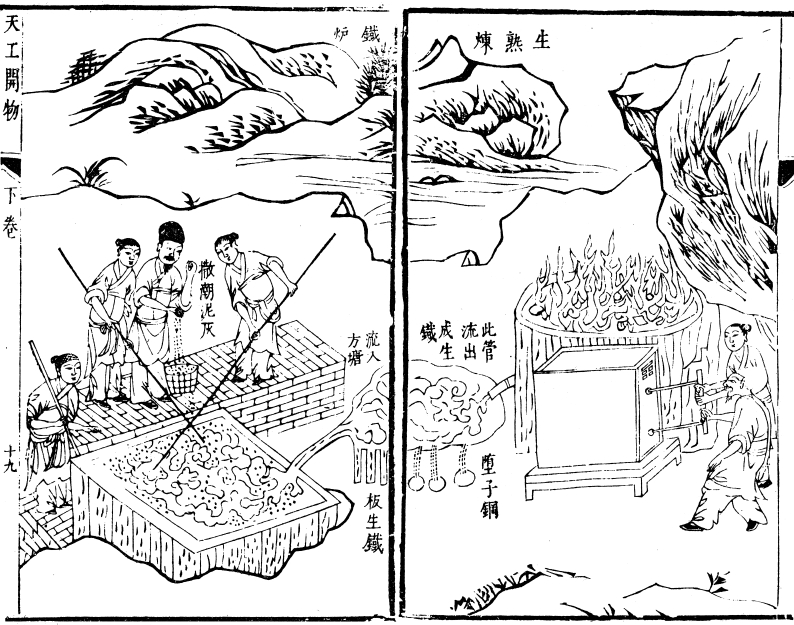
Vlevo pudlování, vpravo havíři u vysoké pece. Ilustrace Sung Jing-singovy encyklopedie Tchien-kung kchaj-wu, 1637.

Rozšíření tisku papírových peněz doprovázelo počátky toho, co by se dalo nazvat „raná čínská průmyslová revoluce“. Například historik Robert Hartwell odhaduje, že produkce železa na jednoho obyvatele vzrostla mezi léty 806 a 1078 šestinásobně, takže roku 1078 výroba železa v říši Sung dosáhla 125 000 tun. Nicméně, historik Donald Wagner zpochybnil Hartwellovu metodu použitou k odhadu výše produkce (totiž použití sungských daňových a účetních záznamů).
K výrobě takového množství železa bylo potřeba obrovské množství dřevěného uhlí, což vede k rozsáhlému kácení lesů v severní Číně. Koncem 11. století Číňané začali využívat uhlí a při výrobě železa a oceli i koks, čímž ušetřili množství severočínských lesů. Železo a ocel používali k masové produkci pluhů, různých nástrojů, řetězů u visutých mostů, buddhistických soch a jiných běžných předmětů pro domácí trh. Mnoho nově postavených kanálů spojilo hlavní centra výroby železa a oceli s trhy hlavního města, největšími v zemi. Obchod se železem a výrobky z něho se rozšířil i zahraniční trhy, jako jeden z důsledků rozmachu námořního obchodu v sungské éře.
Přes mnoho zachovaných zpráv zaslaných centrální vládě z regionů, historikové jen obtížně odhadují rozsah sungské výroby železa. Známý úředník Pao Čching-tchien (999-1062) psal o železářství v Chan-čchengu v prefektuře Tchung-čou u Žluté řeky (dnes na východě provincie Šen-si), kde mimo jiné dozíral na domácností tavící rudu na železo. Uvedl, že v hutích pracovalo 700 domácností, ze kterých 200 mělo adekvátní státní podporu, jako například dodávky dřevěného uhlí a kvalifikovaných řemeslníků (domácnosti hutníků si jinak samostatně najímaly místní nekvalifikované dělníky). Pao si stěžoval vládě, že zákony proti soukromé výrobě železa brání rozvoji oboru; nakonec vláda vyslyšena jeho prosby a roku 1055 zrušila zákaz soukromé tavby železné rudy v Šen-si. Výsledkem bylo zvýšení zisku a výroby (ale i nižší ceny) železa. V Šen-si bylo ve 40. letech 11. století vyrobeno ročně 100 000 ťinů (60 tun) železa, ve druhém desetiletí 12. století, po vzestupu od roku 1112, už 600 000 ťinů (360 tun) ročně. Ačkoli vysoké pece v Šen-si byly řízeny a zásobovány vládou, existovalo i mnoho nezávislých hutí provozovaných a vlastněných bohatými rodinami. Slavný sungský básník a státník Su Š’ (1037-1101) napsal roku 1078 v době, kdy úřadoval jako guvernér Su-čou, že ve výrobní prefektuře Li-kuo, která pod něj spadala, bylo 36 hutí řízených různými místními rodinami, z nichž každá zaměstnávala několik set lidí v rudných dolech, při výrobě dřevěného uhlí a vlastní výrobě železa.

### Výroba střelného prachu

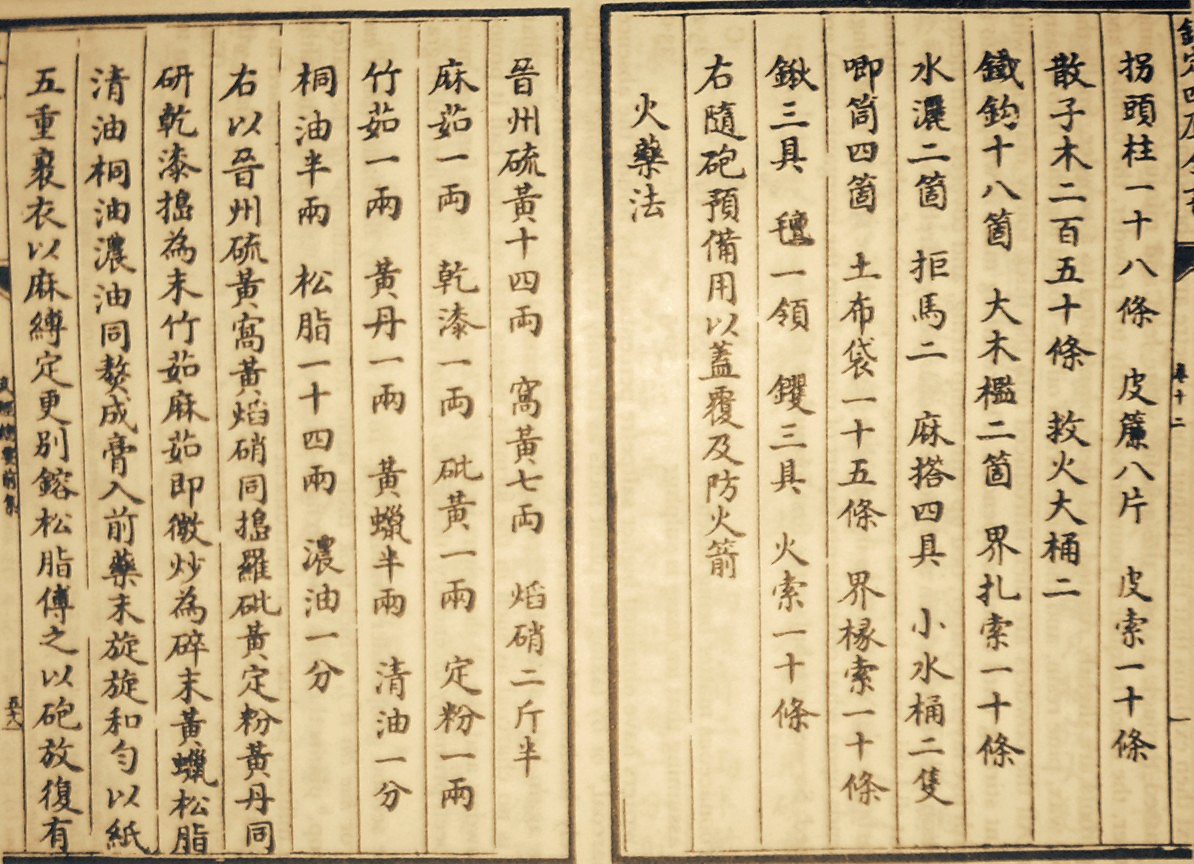
Nejstarší známý návod na výrobu střelného prachu v pojednání Wu-ťing cung-jao z roku 1044

V říši Sung se nemalá část úředníků a dělníků podílela na těžbě surovin v různých oblastech Číny. Síra byla extrahována z pyritu a používala se pro farmaceutické účely, stejně jako pro výrobu střelného prachu. Dějiny Sungů (Sung-š’) sestavené roku 1345 uvádějí, že hlavním centrem výroby síry v tchangském a sungském státě byla oblast Ťin-Čou (dnešní Lin-fen na jihu provincie Šan-si). Úředníci jmenovaní do regionu řídili průmyslové zpracování a prodej síry, celkem jí zde bylo v letech 996 a 997 vyrobeno 405 000 ťinů (zhruba 200 tun). Podle záznamů z roku 1076 sungské úřady přísně vymáhaly státní monopol na výrobu síry, a pokud domácnosti výrobců nebo vládní dílny prodávaly své výrobky soukromým prodejcům na černém trhu, stihl je trest. Ještě před tím, roku 1067, sungská vláda vydala edikt, kterým lidem žijícím v Šan-si a Che-peji zakázala prodávat cizincům jakékoliv výrobky obsahující salnytr a síru. Zákaz vývozu surovin používaných k výrobě střelného prachu byl výrazem obav sungské vlády z jejích nepřátel, zejména říší Si Sia a Liao.
Vzhledem k tomu, že oblast Ťin-Čou ležela v těsné blízkosti sungské metropole Pien-ťiangu, stala se v období Severní Sung největším výrobcem střelného prachu. Díky kvalitě síry vyrobené z pyritu, vyšší než u přírodní síry (a spolu s kvalitnějším dusičnanem draselným), byli Číňané schopni používat střelný prach nejen jako zápalnou látku, ale i jako výbušninu určenou pro první střelné zbraně. Vznikly velké výrobní závody vyrábějící „ohnivé zbraně“ využívající střelný prach, jako bylo „ohnivé kopí“ a „ohnivé šípy“. Li Ceng-po, úředník zapojený do války s Mongoly, roku 1259 napsal ve své práci Kche-čaj Ca-kao, Sü-kao-chou, že v Čching-čou tamní podniky vyráběly jeden nebo dva tisíce silných bomb se železnými plášti měsíčně a odesílaly do Siang-jangu a Jing-čou deset až dvacet tisíc takových bomb naráz. Jedna z hlavních zbrojnic a arzenálů určených pro skladování střelného prachu a zbraní se nacházela ve Wej-jangu; roku 1280 v ní náhodný požár způsobil obrovský výbuch.

## Finance

### Konkurence a stát

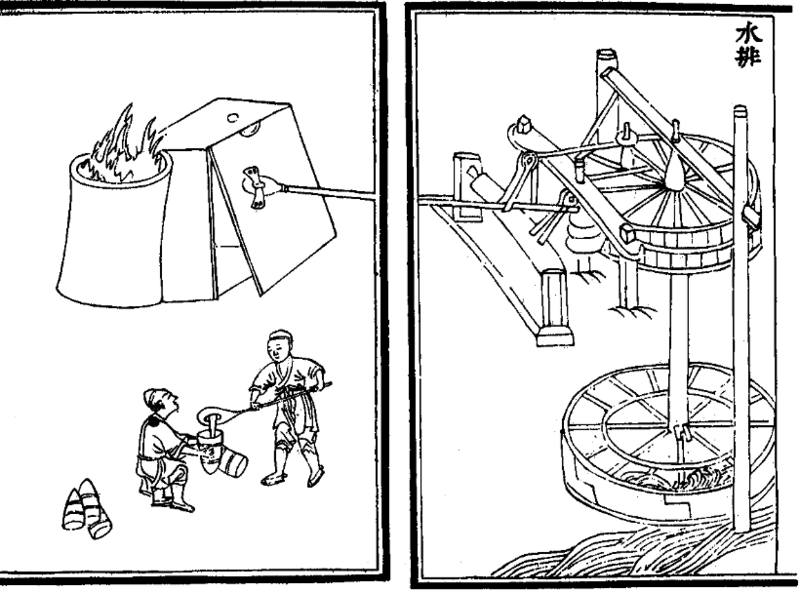
Vysoká pec k tavení litiny s měchy poháněnými vodním kolem, ilustrace z Nung šu Wang Čena z roku 1313

Sungské uspořádání umožňovalo konkurenceschopným odvětvím vzkvétat v některých regionech při přísné vládní regulaci a monopolu výroby a obchodu v ostatních; toto uspořádání vláda nezavedla pouze pro výrobu železa, ale i v jiných oborech. Tak v počátcích říše Sung vláda podpořila konkurenceschopnost výrobců hedvábní a brokátu ve východních provinciích, a v hlavním městě. Nicméně, ve stejné době přísně zakázala obchod se soukromě vyrobeným hedvábím v S’-čchuanu. Zákaz byl ranou pro s’čchuanské hospodářství a vyvolal malou vzpouru (brzy potlačenou), i tak byl sungský S’-čchuan známý nezávislými producenty dřeva a pěstiteli pomerančů.
Reformy kancléře Wang An-š’a (1021-1086) rozpoutaly vzrušené debaty mezi ministry, když znárodnil pěstování, zpracování a distribuci čaje, soli a vína. Státní monopol na s’čchuanský čaj byl hlavním zdrojem příjmů vlády pro nákup koní (určených pro armádu) od obyvatel dnešní provincie Čching-chaj, tehdy na Číně nezávislých. Opatření proti soukromé výrobě a prodeji soli byla dokonce kritizována ve slavné básně Su Š’a, a když protireformní opozice získala převahu ve vládě a Wang An-š’ ztratil přízeň císaře, jeho reformy byly postupně opouštěny. Přes politické hádky zůstaly státní monopoly a nepřímé daně hlavním zdrojem příjmů sungského státu. Pokud jde o soukromé podnikání, velké zisky dosahovali obchodníci s luxusním zbožím a specializovanými regionálními produkty. Například výrobci hedvábí z okresu Žao-jang v prefektuře Šen-čou (na jihu Che-peje) byli obzvláště proslulí šitím hedvábných pokrývek hlavy pro císaře a vysoké úředníky v hlavním městě.

### Zdroje mědi a příjmy depozit
První kroky k zavedení papírových peněz (vydávaných státem, tedy státovek) lze vysledovat v tchangském období (618–907), kdy tehdejší vláda zakázala používání štůčků hedvábí v roli měny, což zvýšilo používání měděných mincí. Do roku 1085 byl odléváno 6 miliard měděných mincí ročně oproti 5,86 miliardám v roce 1080 (vysoké číslo ve srovnání s pouze 327 milióny mincí vyráběných ročně v éře Tchien-pao (742-755), kdy říše Tchang zažívala období prosperity, a pouhými 220 milióny mincí odlévaných každoročně mezi léty 118 př. n. l. a 5 n. l. v říši Chan. Expanze sungské ekonomiky byla bezprecedentní: za rok 997 (tj. v raném období říše Sung) bylo odlito pouhých 800 milionů mincí. Jen za rok 1120 sungská vláda vybrala 510 000 kg stříbra na daních.

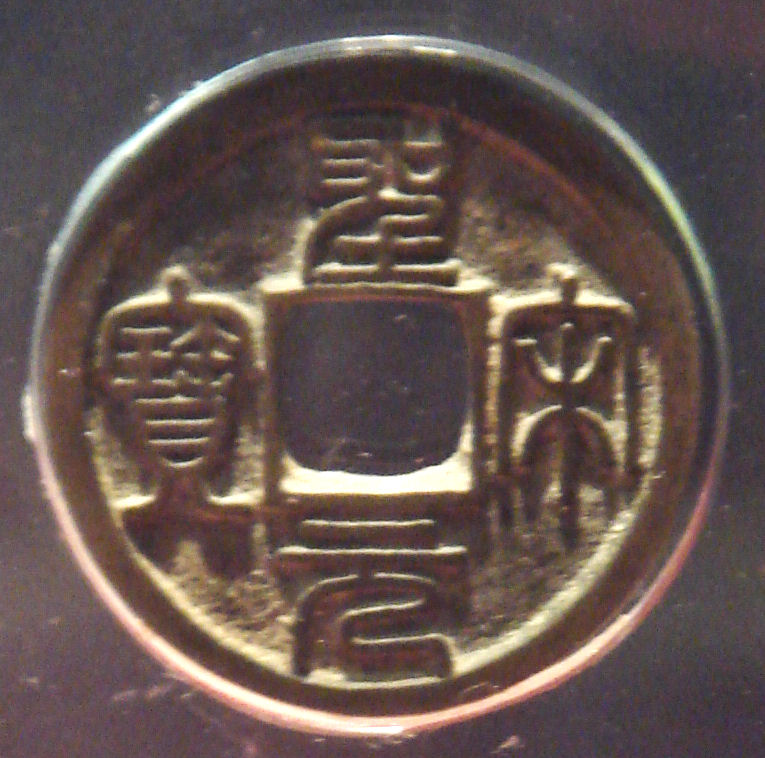
Mince období Severní Sung

Mnoho tchangských obchodníků devátého století se vyhýbalo obtěžující potřebě disponovat množstvím měděných mincí a náhradou používali potvrzení z úložišť, kde uskladnili zboží, případně uložili peníze. Obchodníci mohli uložit měďáky u místních bohatých rodin a významných velkoobchodníků, jejichž potvrzení o vkladu byla přijímána v řadě okolních měst. Od 10. století sungská vláda začala vydávat své vlastní doklady o vkladu, ale omezovala je především na vypořádání při státem kontrolovaném obchodu se solí. První oficiální regionální papírové peníze v Číně jsou doloženy roku 1024, v S’-čchuanu. Robert Temple napsal, že s’čchuanské státovky lze vysledovat do roku 1023; před tímto rokem, šestnáct soukromých podniků nebo „bank“ vydávalo vlastní finanční poukázky, ale v tomto roce sungská vláda převzala toto podnikání do své režie.
Přestože výroba měďáků před rokem 1085 značně vzrostla, bylo v letech 1078–1085 uzavřeno asi padesát měděných dolů. Zatímco v období Severní Sung bylo otevíráno více měděných dolů než předtím v říši Tchang, v období Jižní Sung se situace ostře změnila – po roce 1165 výnos vyčerpaných měděných dolů prudce klesl. I když měďáků bylo koncem 11. století dosti, reformy Wang An-š’a, zejména daňové odvody náhradou za povinné práce pro stát a také vládní převzetí zemědělských úvěrů, způsobily, že lidé potřebovali další peníze, což přineslo růst ceny měďáků, které se staly vzácnými. A aby toho nebylo málo, velké množství měděných mincí odplynulo ze země prostřednictvím mezinárodního obchodu, přičemž říše Liao a Si Sia aktivně usilovaly o výměnu jejich železných mincí za sungské měděné. Jak vyplývá z dekretu z roku 1103, sungská vláda se obávala odlivu železných mincí do říše Liao, nařídila totiž, že jejich železo má být legované cínem, čímž by říše Liao přišla o možnost roztavit mince na železné zbraně.
Sungská vláda se pokusila zakázat používání měděných mincí v příhraničních regionech a námořních přístavech, ale přesto se sungské měďáky staly běžným platidlem říších Liao, Si Sia, Japonsku a jihovýchodní Asii. Ve snaze o zmírnění poptávky po měďácích se sungská vláda obrátila k jiným materiálům, vydávala železné mince a papírové státovky. Roku 976 procento tvořily měděné mince 65 % emitovaných peněz; po roce 1135 jejich podíl výrazně poklesl, na 54%, jako výsledek vládního pokusu o omezení role měďáků.

### První papírové peníze

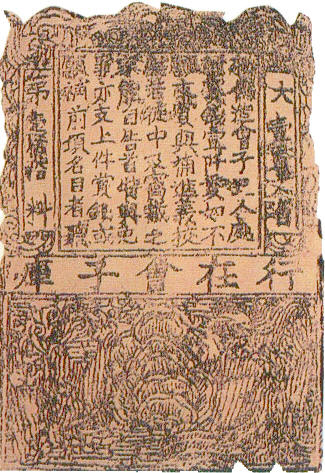
Chuej-c’, sungská státovka z roku 1160

Ústřední vláda si brzy uvědomila ekonomické výhody tisku papírových peněz a udělila monopolní právo na jejich tisk několika velkoobchodníkům. Počátkem 12. století množství státovek vydaných v jednom roce odpovídalo 26 miliónům šňůr měďáků. Ve dvacátých letech 12. století vláda oficiálně začala tisknout státní papírové peníze (pomocí tisku z dřevěných desek). Ještě předtím, vláda nahromadila velké množství papíru získaného jako daň. Podle záznamů před rokem 1101 každoročně poplatníci prefektury Si-nan (dnešní Si-sien v An-chueji) odvedli výběrčím daní 1,5 miliónu listů papíru sedmi různých druhů, zaslány byly do hlavního města. V roce 1101, císař Chuej-cung snížil množství odváděného papíru, aby ulevil daňovým poplatníkům. Nicméně vláda stále potřebovala papír pro směnné certifikáty i nové papírové peníze. Pro tisk papírových peněz sungská vláda založila několik státních podniků ve městech Chuej-čou, Čcheng-tu, Chang-čou a An-čchi. V těchto továrnách bylo zaměstnáno velké množství dělníků, roku 1175 provoz v Chang-čou zaměstnával více než tisíc lidí. Nicméně, státem vydávané papírové peníze dosud nefungovaly na celostátní úrovni; emise státovek byla omezena na některé regiony a platily pouze tři roky. Geografická omezení byla zrušena mezi roky 1265 a 1274, kdy pozdní sungské vlády nakonec zavedly celostátně platné papírové peníze kryté zlatem a stříbrem. Státovky byly zřejmě tištěny v hodnotách od jedné šňůry (tj. tisíce) měďáků do sta a více šňůr. Jako ochranu proti padělání tiskla od roku 1107 vláda peníze nejméně šestibarevné, s poznámkami se složitými vzory a někdy dokonce používala i papírovinu obsahující unikátní vlákna.
Pozdější říše Jüan, Ming a Čching následovaly sungský příklad a tiskly své vlastní papírové státovky. Dokonce i jihosungský současník, říše Ťin na severu, vydala vlastní papírové peníze. Archeologové při vykopávkách v Džeholu našli tiskařské desky, které datovali do roku 1214. Desky byly určeny k tisku státovek o velikosti 10 × 19 cm a hodnotě sta šňůr po 80 mincích. Tyto ťinské státovky nesly výrobní číslo, číslo série, a také oznámení, že padělatelé budou připraveni o hlavu, zatímco oznamovatel jejich zločinu dostane tři sta šňůr mincí.

### Městská zaměstnání a činnosti

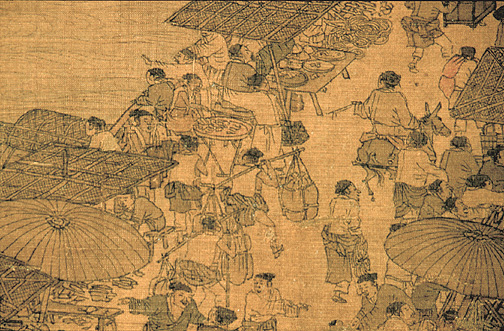
Obchody a stánky lemující nábřeží, detail z Čang Ce-tuanova (1085-1145) panorámatu Svátek čching-ming u řeky

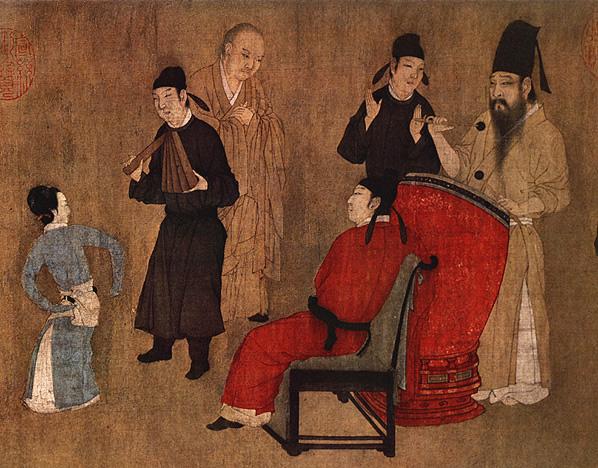
Dva hudebníci a tanečnice baví hosty na oslavě. Detail sungské kopie z 12. století obrazu Noční oslava Chan Si-caje Ku Chung-čunga z 10. století.

Ve městech si lidé hledali obživu v široké škále povolání a pracovních míst, pokud ovšem nezdědili povolání po otci. Sinologové mají to štěstí, že disponují širokou škálou písemných pramenů detailně popisujících města sungské Číny. Například, při popisu atmosféry uliček a tříd kolem východní brány chrámu Siang-kuo v Pien-ťingu, historik Stephen H. West cituje jeden zdroj:
| „      | Podél ulice východní chrámové brány… se nacházejí obchody specializované na látkové špičaté klobouky, opasky a pásy, knihy, čepice a květiny, jakož i drcený čaj rodiny Ting… Jižně od chrámu je ulička nevěstinců… Jeptišky a krejčí pracující s brokátem žijí v ulici Vyšívání… Na severu je malá ulice čerstvé vody… Existuje zvláště velké množství jižních restaurací uvnitř uličky, stejně jako nadbytek nevěstinců. | “ |
| — West | |   |

Podobně, při popisu „Čtvrti radovánek“ v blízkosti zoroastriánského chrámu v Pien-ťingu, West cituje stejný zdroj, Tung-ťing meng chua lu:
| „      | Kromě bran do soukromých domů a obchodů, které lemují obě strany ulice od Nové brány Feng-čchiou… vojenské tábory různých brigád a kolon [císařské gardy] jsou umístěny podél přístupové cesty k bráně v párech v délce deseti li. Ostatní dvory, stromořadí, a otevřené dvorky křížem krážem prostupují oblastí, je jich nepočítaně, snad desítky tisíc. V každém jednotlivém místě, jsou brány namačkané proti sobě, každá má své vlastní čajovnu, obchod s vínem, místo k sezení i jídlo a pití. Obvykle malí domácí podnikatelé na trhu jednoduše kupují [připravené] jídlo a pití v obchodech s potravinami; nevaří doma. Pro severní jídlo je k dispozici sušené maso v kostkách ve stylu š’-feng… vyrobené z různých dušených surovin… pro jižní potraviny, dům Ťinů na Chrámovém mostu… a dům Čouů u Devíti zatáček… jsou považovány za nejlepší. Noční trhy zavírají po třetí hodině a znovu otvírají o páté. | “ |
| — West | |   |

West poukazuje na to, že pienťingští obchodníci jen zřídka měli čas se najíst doma, proto jedli mimo svůj dům v restauracích, chrámech a stáncích s občerstvením. Podnikatelé v restauračních a pohostinských službách tím získali novou klientelu a dařilo se jim, zatímco další skupina restaurací nabízela regionální kuchyni, zacílenou na obchodníky a úředníky přišlé z různých oblastí Číny, kde byl jídelníček a chutě výrazně odlišné od zvyklostí metropole. Čtvrtě radovánek, kde bylo možno se v hospůdkách a zábavních podnicích pobavit hraním nejrůznějších her, kousky akrobatů, divadelními a pěveckými představeními, a posílit ve stáncích s občerstvením, fungovaly prakticky celou noc. West považuje úspěchy divadelního průmyslu a restauračních služeb ve městech za přímo spojené vzájemnou závislostí. Ze zhruba padesáti divadel hrajících v zábavních čtvrtích Pien-ťingu, čtyři z nich disponovaly hledištěm pro několik tisíc diváků, shromažďujíce tak obrovské davy, které pro podnikatele v okolí představovaly množství potenciálních zákazníků. Kromě potravin obchodníci na trzích nabízeli orly a jestřáby, drahé obrazy, stejně jako štůčky hedvábí a jiných látek, šperky z perel, nefritu, rohy nosorožců, zlato a stříbro, ozdoby do vlasů, hřebeny, čepice a klobouky, šály a aromatická kadidla.